# У (язык)
У (кит. трад. 吳語, упр. 吴语, пиньинь wúyǔ, палл. уюй) — один из крупнейших диалектов китайского языка (по другим классификациям — язык). Распространён в большей части провинции Чжэцзян, в городе центрального подчинения Шанхай, на юге провинции Цзянсу, а также в некоторых регионах провинций Аньхой, Цзянси и Фуцзянь. Среди крупнейших поддиалектов следует упомянуть шанхайский, сучжоуский, вэньчжоуский, шаосинский, цзиньхуа, юнканский и цюйчжоуский. Наиболее престижным из указанных поддиалектов является сучжоуский, хотя с ним соперничает шанхайский.
По разным оценкам на у говорят от 77,2 (1984, SIL) до 90 (Encarta) млн человек, из-за чего среди китайских языков по числу говорящих он занимает второе место после севернокитайского, на котором говорят 800 млн человек. Произношение диалекта у в Китае традиционно считается мягким, лёгким, расслабленным.

## История

### Предыстория
Современный диалект (язык) у восходит к древним народностям у и юэ, проживавшим в современных провинциях на юге Цзянсу и Чжэцзян. Примерно в начале нашей эры в среднем и нижнем течении реки Янцзы населяли народы под собирательным названием байюэ. В частности районе рек Янцзы и Хань проживали шаньюэ (горные юэ). Традиционно считалось, что данные народы говорили на языках на кам-тайских (тай-кадайских) языках. Джерри Норман предполагал, что они могли говорить на австроазиатских языках. Он также считал, что китайский диалект У (вместе с Минь, Кэцзя и Юэ) относились к древнеюжнокитайским диалектам. Однако этот древний диалект У не относится на прямую  к современному диалекту У. Также по его мнению, современные диалекты к югу от Янцзы, являются результатом последовательных наслоений северных элементов на древнеюжнокитайские диалекты.
Дальние миграции китайского населения с севера на юг происходили в китайской историографии дважды: в IV-VI и XI-XII вв. Миграции приводили к обособлению значительных групп носителей китайского языка от их основной массы с последующим развитием языка этих групп в особые диалекты. Первая миграционная волна была направлена по северным притокам рек Хуайхэ на востоке и по реке Ханьшуй на западе в долину нижнего и среднего течения Янцзы. Тем самым были заложны основы формирования китайских диалектов на востоке и в центре Китая. Вторая миграционная волна на восток страны привела к освоению земель за горным хребтом Наньлин, и к выходу китайского населения на побережье Южно-китайского моря. В результате этих множественных больших миграций и по меньше сформировались современные южные диалекты: У, Минь, Гань, Хакка и Юэ. Важным фактором образования китайских диалектов было взаимодействие китайского языка с языками соседних народов, возникавшее в процессе этнических и культурных контактов. Лингвистические контакты, которые возникали как следствие миграций, относятся к двум типам. К одному из них относятся контакты носителей разных китайских диалектов при совместном поселении, к другому – лингвистические контакты носителей китайских диалектов с другими народами на местах как нового, так и исконного населения. На юге во все исторические времена преобладала миграция китайцев на континентальные земли юго-восточной Азии, населенные многочисленными аустроазиатскими народами. В ареалах пригодных для ведения китайского традиционного сельскохозяйственного производства эти контакты обычно завершались ассимиляцией аборигенных народов, и формирования тайского и аустроазиатского субстратного слоя в южных диалектах. Поэтому в Южном Китае повсеместно представлена аустроазиатская топонимика, а в диалектах Южного Китая присутствует ощутимый субстрат тайской и аустроазиатской лексики. Таким образом, в ареале китайского языка в целом процессы междиалектного взаимодействия протекали одновременно с их взаимодействием с языками аборигенного населения на юге и языками новых поселенцев на севере.
Ведущей тенденцией в низовьях Янцзы было прогрессировавшая ассимиляция коренного коренного населения древними китайцами. Основной расселения горных юэ в III-IV вв. населяли территории на стыке современных провинциях Аньхуэй, Цзянсу и Чжэцзян. Политика китайского привтельства по отношению к горным юэ осуществлялась в переселении их из районов первоначального проживания в долины. Это способствовало  постепенному перемешиванию горных юэ с древнекитайским населением. Со временем горные юэ встречались в китайских источниках все реже. Однако, характеризуя специфику отдельных районов империи Суй, автор Суйшу уже не упоминает о горных юэ и к тому времени их процесс ассимиляции был практически завершён.
Принято считать, что время заимствования японских вариантов прочтения иероглифов «го-он» происходят из того же региона, где сейчас распространён язык у.

### Империи Юань и Мин
У откололся от среднекитайского языка ранее других современных диалектов и сохранил ряд архаичных черт, однако позднее на него постоянно оказывали влияние северные диалекты, на основе которых сложился современный путунхуа. Основные характеристики сформировались во времена цинской династии, когда основную роль приобрёл поддиалект Сучжоу.

### Современность
После восстания тайпинов регион, население которого говорило на у, был опустошён войной, и в Шанхай хлынули мигранты из других частей региона. Это сблизило шанхайский поддиалект с другими поддиалектами и в то же время привело к возвышению шанхайского поддиалекта как регионального «лингва франка» в первой половине XX в. и, соответственно, к уменьшению влияния сучжоуского диалекта.
После основания КНР началось массовое продвижение путунхуа. Диалект у постепенно вытеснялся из школ и средств массовой информации, в государственных организациях общение и переписка велись на путунхуа. В настоящее время у встречается на телевидении в основном в развлекательных передачах. Многие дети уже не владеют диалектом у.

## Классификация
| Тайхуйский У: * Пилин (毗陵小片) * Суцзяху (蘇嘉湖小片) * Шанхай (上海小片) * Ханчжоу (杭州小片) * Линьшао (臨紹小片) * Юнцзян (甬江小片) | Тайчжоу (台州片) Цзиньцюй (金衢片) Оуцзян (甌江片) | Шанли: (上麗片) * Шаншань (上山小片) * Лишуй (麗水小片) | Сюаньчжоу: (上麗片) * Тунцзин (銅涇小片) * Тайгао (太高小片) * Шилин (石陵小片) |

До середины 1980-х годов диалекты У традиционно делили на две группы: северную и южную группы. Первая относилась к диалектам, на которой говорили в южной части провинции Цзянсу, а вторая - к диалектам, на которых говорили в провинции Чжэцзян. В 1984 году на конференции по диалектам У, состоявшейся в Уси, после продолжительных обсуждений участники решили разделить диалекты У в провинциях Цзянсу и Чжэцзян на пять подгрупп. Помимо этих пяти подгрупп, в 1986 году к списку была добавлена ещё одна подгруппа на которой говорят в провинции Аньхой, подгруппа Сюаньчжоу; это подгруппа была принята в Атласе языков Китая 1987 года.
| Чжао Юаньжэнь | Атлас языков Китая Том для китайских диалектов (1-е издание, 1987 г.) | Атлас языков Китая Том для китайских диалектов (1-е издание, 1987 г.) | Атлас языков Китая Том для китайских диалектов (2-е издание, 2012 г.) | Атлас языков Китая Том для китайских диалектов (2-е издание, 2012 г.) |
| ------------- | --------------------------------------------------------------------- | --------------------------------------------------------------------- | --------------------------------------------------------------------- | --------------------------------------------------------------------- |
| Северный У    | Тайхуйский У                                                          |                                                                       |                                                                       |                                                                       |
| Северный У    | Тайхуйский У                                                          | Пилин                                                                 | Тайхуйский У                                                          | Пилин                                                                 |
| Северный У    | Тайхуйский У                                                          | Сухуцзя                                                               | Тайхуйский У                                                          | Шанхай                                                                |
| Северный У    | Тайхуйский У                                                          | Шаоси                                                                 | Тайхуйский У                                                          | Суцзяху                                                               |
| Северный У    | Тайхуйский У                                                          | Ханчжоу                                                               | Тайхуйский У                                                          | Ханчжоу                                                               |
| Северный У    | Тайхуйский У                                                          | Линьшао                                                               | Тайхуйский У                                                          | Линьшао                                                               |
| Северный У    | Тайхуйский У                                                          | Юнцзян                                                                | Тайхуйский У                                                          | Юнцзян                                                                |
| Южный У       |                                                                       |                                                                       |                                                                       |                                                                       |
| Тайчжоу       | Тайчжоу                                                               | Тайчжоу                                                               | Тайчжоу                                                               |                                                                       |
| Оуцзян        | Оуцзян                                                                | Оуцзян                                                                | Оуцзян                                                                |                                                                       |
| Учжоу         | Учжоу                                                                 | Учжоу                                                                 | Учжоу                                                                 |                                                                       |
| Чуцюй         | Чуцюй                                                                 | Шанли                                                                 | Шаншань                                                               |                                                                       |
| Чуцюй         | Чуцюй                                                                 | Шанли                                                                 | Лишуй                                                                 |                                                                       |
| Сюаньчжоу     | Сюаньчжоу                                                             | Сюаньчжоу                                                             | Тунцзин                                                               |                                                                       |
| Сюаньчжоу     | Сюаньчжоу                                                             | Сюаньчжоу                                                             | Тайгао                                                                |                                                                       |
| Сюаньчжоу     | Сюаньчжоу                                                             | Сюаньчжоу                                                             | Шилин                                                                 |                                                                       |

## Фонология
Согласно Янь (Yan, 2006), группа диалектов у отличается от прочих китайских диалектов (языков) тем, что в ней сохраняются «грязные» (звонкие, или, точнее, слабые звонкие плозивные и фрикативные) согласные среднекитайского языка, такие, как /b̥/, /d̥/, /ɡ̊/, /z̥/, /v̥/, и др. Таким образом, в диалекте у сохраняется трёхуровневый контраст среднекитайских взрывных и аффрикат, /p pʰ b̥/, /tɕ tɕʰ d̥ʑ̊/, и т. п. Что касается тона, в диалектах у может быть от всего двух (шанхайский диалект) до восьми или более слоговых тонов (уцзянский диалект).

## Грамматика
Система личных и указательных местоимений в диалекте (диалектах) у довольно сложна. Например, для первого лица множественного числа различаются инклюзивное («мы с тобой») и эксклюзивное («мы без тебя») местоимения. Имеются шесть указательных местоимений, три из которых используются для близлежащих объектов, и три — для удалённых.
Порядок слов может быть не только SVO (как в севернокитайском), но также и SOV.
С точки зрения фонологии, имеется исключительно сложный тональный сандхи, который помогает грамматически расчленять многосложные слова и идиоматические фразы. В ряде случаев косвенное дополнение отличается от прямого дополнения звонкостью или глухостью согласного.

## Википедия на языке у
Существует раздел Википедии на языке у («Википедия на языке у»), первая правка в нём была сделана в 2006 году. По состоянию на 13:54 (UTC) 8 августа 2025 года раздел содержит 46 200 статей (общее число страниц — 68 582); в нём зарегистрировано 151 378 участников, трое из них имеют статус администратора; 73 участника совершили какие-либо действия за последние 30 дней; общее число правок за время существования раздела составляет 371 581.

### Ресурсы по диалектам у
- С сайта glossika.com:
  - Shanghainese Wu Dictionary — Search in Mandarin, Shanghai, IPA, or English
  - Classification of Wu Dialects — By James Campbell
  - Tones in Wu Dialects — Compiled by James Campbell
- Linguistic Forum of Wu Chinese (кит. упр. 吴语论坛)
- С сайта wu-chinese.com (на китайском языке в записи упрощёнными иероглифами):
  - «The elegant language in Jiangnan area» (кит. упр. 江南雅音话吴语)
  - Wu Chinese Online Association

### Статьи
- Globalization, National Culture and the Search for Identity: A Chinese Dilemma (1st Quarter of 2006, Media Development)
- Modernisation a Threat to Dialects in China
- Middlebury Expands Study Abroad Horizons
- Mind your language (from The Standard, Hong Kong)
- China: Dialect use on TV worries Beijing (originally from Straits Times Interactive, Singapore and posted on AsiaMedia Media News Daily from UCLA)
- Standard or Local Chinese — TV Programs in Dialect (from Radio86.co.uk)